# Octopussy (película)

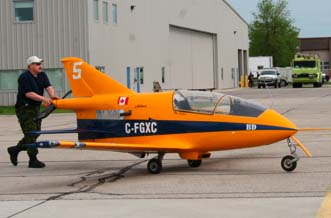
El mini-avión Bede BD-5B que usa 007 al inicio de la película.

Octopussy (titulada Octopussy: 007 contra las chicas mortales en México) es la decimotercera película de la saga de James Bond y la sexta protagonizada por Roger Moore como el agente del MI6 James Bond.
El título de la película está tomado de un cuento de la colección de relatos de Ian Fleming de 1966 Octopussy and The Living Daylights, aunque la trama de la película es original. Incluye, sin embargo, una parte inspirada en el cuento de Fleming "La propiedad de una dama" (incluido en las ediciones de 1967 y posteriores de Octopussy and The Living Daylights), mientras los acontecimientos del relato "Octopussy" forma parte de la historia del personaje del mismo nombre y es narrada por la misma.
Producido por Albert R. Broccoli y Michael G. Wilson, Octopussy contó con un presupuesto de 27'5 millones de dólares y tuvo que competir con Nunca Digas Nunca Jamás, película no oficial protagonizada por Sean Connery.
Finalmente, Octopussy tuvo más éxito en la taquilla. Escrita por George MacDonald Fraser, Richard Maibaum y Michael G. Wilson, la película fue dirigida por John Glen en 1983.

## Argumento
Sinopsis corta
A Bond se le asigna la tarea de seguir a un general que está robando joyas y reliquias del Estado Soviético y reemplazándolas por copias para que no se note su falta en los depósitos. Esto lo conduce hasta un acaudalado príncipe afgano, Kamal Khan, y su asociada, Octopussy. Bond descubre un complot para forzar el desarme en Europa con el uso de un arma nuclear. 
Sinopsis larga
En la secuencia pre-créditos, James Bond (Roger Moore), acompañado de una hermosa agente llamada Bianca (Tina Hudson), tienen como misión destruir una base militar cubana y matar a su comandante, el coronel Luis Toro (Ken Norris), aunque la misión se tuerce cuando Bond es descubierto. Bond es detenido, pero Bianca seduce a sus vigiladores y el agente logra escapar en un mini- jet Bede BD-5. Es atacado por un misil guiado por calor, por lo cual luego de varias maniobras elusivas se mete dentro del hangar (siempre perseguido por el misil) con lo cual logra destruir la base, matando también al coronel. 
De vuelta en la base del MI6, M (Robert Brown) informa a Bond de que el agente 009 (Andy Bradford) ha sido herido mortalmente en Berlín Oriental, poco después de haber robado un huevo Fabergé que logró entregar en la oficina del embajador británico en Berlín Occidental antes de morir. Con el huevo en su poder, M explica a Bond que el huevo es falso, pero saben que el original será subastado en la casa de subastas Sotheby's en Londres. Ante la sospecha de que los vendedores pueden ser los rusos con el objetivo de conseguir fondos para objetivos militares, M y el ministro de defensa Sir Frederick Gray (Geoffrey Keen) envían a Bond a la subasta con el propósito de descubrir al vendedor, junto con un experto en arte llamado Jim Fanning (Douglas Wilmer).
Al mismo tiempo, en Moscú, la cúpula presidencial debate sobre las nuevas exigencias de la OTAN. El general Gogol (Walter Gotell) acepta plegarse a ellas, pero el general Orlov (Steven Berkoff) defiende una guerra abierta que colmaría las ansias expansionistas de Rusia, dado que las fuerzas rusas superan con mucho las de la OTAN en Europa. No obstante, el presidente apoya usar el ejército sólo con labor defensiva e implantar el socialismo de forma pacífica.
El general Orlov, artífice de la falsificación de las joyas, decide continuar con su plan. Visita a Lenkin (Peter Porteous), un falsificador a sus órdenes, que le explica que el falso huevo fue robado por el camino y, aunque se apresó al ladrón (se supone que el huevo de 009 era la réplica), no se encontró el huevo. Dice que no hay tiempo para falsificar otro, y Orlov avisa a sus enlaces en Londres para que recuperen el huevo auténtico para no descubrir la operación de robo, ya que habrá en dos días una inspección de los almacenes, y la falta del huevo comprometería la operación. 
Bond se encuentra en la subasta con una dama llamada Magda (Kristina Wayborn), que es acompañada por un príncipe afgano exiliado en la India, Kamal Khan (Louis Jourdan), que normalmente es un vendedor de objetos de procedencia dudosa. Durante la puja, Kamal Khan (que es, en realidad, el enlace de Orlov) siempre ofrece un precio más alto de lo que ofrecen los otros participantes. Finalmente, Bond decide entrar en la puja y pide ver el huevo, cambiando el original por el falso que 009 recuperó, y logrando además de Kamal que delate su necesidad de obtener el huevo, algo que en principio ignora Fanning. Una vez que Kamal obtiene el huevo abandona el lugar siendo seguido por Smithers (Jeremy Bulloch).
Bond viaja a la India para resolver el caso acompañado de Vijay (Vijay Amritraj), agente del MI6 en India, y Sadruddin (Albert Moses), jefe de sección en Nueva Delhi. Ahí se encuentra con Kamal Khan en el casino de su hotel. Bond participa contra él en un juego de Backgammon, ofreciendo como apuesta el huevo auténtico (que en realidad es otra copia hecha por el Gobierno británico, pero le permite engañar a Kamal, haciéndole creer que tiene el original). Bond gana utilizando los dados trucados de su oponente. Kamal Khan ordena a su sicario Gobinda (Kabir Bedi) matar a Bond, pero este logra escapar.
En la noche Bond se encuentra con la acompañante de Kamal en la casa de subastas, Magda, quien lo seduce y a la que descubre un pequeño tatuaje de un pulpo. Bond se deja robar el huevo por ella, ya que Q instaló un pequeño micrófono dentro de él. No obstante, una misteriosa mujer (que más tarde se revelará como Octopussy), y que parece mantener ciertos negocios con Kamal, le solicita que le lleve a 007. Bond es capturado y llevado al palacio de Kamal Khan, donde además de invitarlo a cenar, intentan hacerle confesar sus propósitos, pero más tarde logra escapar de su habitación. Gracias al micrófono del huevo, descubre al general Orlov en el castillo negociando con Kamal. Según sus planes, Kamal debía encargarse de hacer copiar perfectas de las joyas, y a cambio obtendría las originales. Se llevan las joyas a algún sitio y ellos acuerdan verse en Berlín en una semana. Mientras discuten, rompen el falso huevo, y descubren el micrófono. 
007 logra escapar durante una sesión de caza, infiltrándose entre los cadáveres que son tirados al río, y subiendo a bordo de un barco turístico empresarial con el emblema de Octopussy. Bond reconoce el emblema como el tatuaje de Magda, y decide visitar el palacio de Octopussy (Maud Adams), una misteriosa mujer empresaria propietaria de un circo, en el que sólo emplea mujeres, además de ser contrabandista profesional. Bond descubre que Octopussy es la hija del capitán corrupto Dexter Smythe, a quien Bond permitió suicidarse, evitándole la vergüenza de ir a un consejo de guerra. Durante el tiempo en que Bond está en el palacio de Octopussy es vigilado alternadamente entre Q y Vijay. Mientras se encuentran allí aparece Kamal. Octopussy le indica que no le haga nada a Bond, y este se retira. Tras esto, le confiesa que ella se encarga del contrabando con las joyas que Kamal le suministra, pero que eso no concierne al Gobierno británico y luego ambos tienen relaciones. Después de un intento de asesinato por parte de sicarios contratados por Kamal Khan, Bond los neutraliza y se retira del lugar, no sin antes descubrir que Octopussy parte de viaje al día siguiente, sospecha que a uno de sus circos, que se encuentra en el mismo lugar de Berlín en el que acordaron verse Kamal y el general Orlov. Tras escapar, Bond y Q descubren el cadáver de Vijay, quien había sido asesinado por los sicarios de Kamal. Bond posteriormente viaja a Chemnitz donde M le comunica que ese circo se encontraba también en Berlín cuando 009 fue asesinado.
Días después, Bond se dirige a Berlín Oriental. El circo de Octopussy tiene pensado organizar una función allí, en una base militar soviética; y otro en Berlín Occidental, en una base militar americana. El plan de Kamal y Octopussy es aprovechar el tren para hacer pasar las joyas auténticas por la frontera y hacer una fortuna con su venta, pero Octopussy no sabe que el plan de Orlov y Kamal es de proporciones mucho mayores. Aprovechando el tren, ellos cambiarán la caja de las joyas por una poderosa bomba, que hará explosión en la base americana, debilitando la posición de los Estados Unidos en esta zona. A los ojos del mundo, parecerá que fue una explosión accidental de una de las propias bombas americanas, y de paso Kamal podrá vender las auténticas joyas para financiar los objetivos expansionistas de Orlov, obteniendo él mismo una parte (que no tendría que repartir con Octopussy, ya que ella fallecería en la explosión del circo). Las falsas joyas que crearon eran para sustituirlas por las auténticas en Berlín, y que nadie notase el robo.
Cuando Bond descubre el cambiazo sube a bordo del tren, donde detiene al general Orlov y logra que le explique sus planes, pero este logra escapar después de que soldados rusos lo interceptasen. Bond deja sin llantas el coche del general Orlov para incorporarse a la vía del tren y llegar a Alemania Occidental. Por el camino estrella el coche, y sube al tren, donde pelea con Gobinda y los gemelos Mischka (David Meyer), Grischka (Anthony Meyer), asesinos de 009. Bond logra asesinar a estos últimos para después ir al contrarreloj para desactivar la bomba.
El general Gogol, que ha descubierto el cambiazo de Orlov de las joyas auténticas por las falsas, acude a Berlín. Al encontrar accidentado el coche de Orlov descubre las joyas auténticas en su maletero, y ordena detenerlo. No obstante, sólo llega a tiempo de ver cómo Orlov es abatido en la frontera, cuando intentaba alcanzar el tren a pie.
Después de muchas dificultades hasta con un coche robado, Bond puede llegar al circo en la base militar de Estados Unidos. Avisa a Octopussy de la traición y a los generales americanos de la bomba, y logran desactivarla a tiempo.
Octopussy asalta el palacio de Kamal Khan con sus artistas de circo e intenta capturarlo, pero aunque logran neutralizar sus defensas, Kamal Khan atrapa a Octopussy y huye con ella en un avión. Q (Desmond Llewelyn), utilizando un globo aerostático, golpea a uno de los hombres de Kamal, siendo agradecido por las mujeres.
El desenlace de la película se presenta en una batalla por los aires, en la que Bond se enfrenta a Gobinda y a Kamal con la ayuda de Octopussy. Tras tirar del avión a Gobinda, Bond libera a Octopussy y ambos saltan del avión en el que iban, mientras Kamal Khan se estrella contra una montaña. Después de que el general Gogol, jefe de la KGB, revela al Ministro de Defensa y a M de lo sucedido, sin remordimientos ambos llegan a un acuerdo para hacer las paces entra ambas naciones y devolver las auténticas joyas a Rusia. Mientras, en la India, James y Octopussy tienen su momento de estar juntos.

## Reparto
- James Bond — Roger Moore
- Octopussy — Maud Adams
- Kamal Khan — Louis Jourdan
- Gobinda — Kabir Bedi
- General Orlov — Steven Berkoff
- Vijay — Vijay Amritraj
- Magda — Kristina Wayborn
- Mischka — David Meyer
- Grischka — Anthony Meyer
- Miss Moneypenny — Lois Maxwell
- M — Robert Brown
- Q — Desmond Llewelyn
- Sir Fredrick Gray (Ministro de Defensa) — Geoffrey Keen
- General Anatol Gogol — Walter Gotell
- Rubelvitch (Asistente de Gogol) — Eva Rueber-Staier
- Smithers — Jeremy Bulloch
- Penelope Smallbone — Michaela Clavell
- Sadruddin — Albert Moses
- Jim Fanning — Douglas Wilmer
- 009 — Andy Branford

Una curiosidad: la hija de Desmond Llewelyn debutó como extra en la película.

## Equipo
- Director: John Glen
- Productor: Albert R. Broccoli
- Productor ejecutivo: Michael G. Wilson
- Escrito por: George MacDonald Fraser, Richard Maibaum, Michael G. Wilson
- Música: John Barry
- Diseño: Peter Lamont
- Productor asociado: Thomas Pevsner
- Fotografía: Alan Hume

## Estrenos mundiales
| País                                                                          | Fecha de estreno                   |
| ----------------------------------------------------------------------------- | ---------------------------------- |
| Alemania                                                                      | Jueves 4 de agosto de 1983         |
| Argentina                                                                     | Jueves 14 de julio de 1983         |
| Australia                                                                     | Jueves 24 de noviembre de 1983     |
| Austria                                                                       | Viernes 5 de agosto de 1983        |
| Bélgica                                                                       | Miércoles 7 de septiembre de 1983  |
| Belice · Costa Rica · El Salvador · Guatemala · Honduras · Nicaragua · Panamá | Miércoles 28 de septiembre de 1983 |
| Brasil                                                                        | Jueves 7 de julio de 1983          |
| Chile                                                                         | Viernes 9 de septiembre de 1983    |
| Colombia                                                                      | Jueves 27 de octubre de 1983       |
| Dinamarca                                                                     | Viernes 19 de agosto de 1983       |
| Ecuador                                                                       | Miércoles 10 de agosto de 1983     |
| Egipto                                                                        | Lunes 30 de enero de 1984          |
| España                                                                        | Jueves 8 de septiembre de 1983     |
| Estados Unidos · Canadá                                                       | Viernes 10 de junio de 1983        |
| Filipinas                                                                     | Miércoles 3 de agosto de 1983      |
| Finlandia                                                                     | Viernes 12 de agosto de 1983       |
| Francia                                                                       | Miércoles 5 de octubre de 1983     |

| País                 | Fecha de estreno                |
| -------------------- | ------------------------------- |
| Grecia               | Jueves 24 de noviembre de 1983  |
| Hong Kong            | Jueves 30 de junio de 1983      |
| India                | Viernes 24 de enero de 1986     |
| Israel               | Viernes 24 de junio de 1983     |
| Italia               | Viernes 14 de octubre de 1983   |
| Jamaica              | Miércoles 6 de marzo de 1985    |
| Japón                | Sábado 2 de julio de 1983       |
| Líbano               | Viernes 22 de julio de 1983     |
| Malasia              | Jueves 27 de octubre de 1983    |
| México               | Jueves 15 de septiembre de 1983 |
| Noruega              | Jueves 18 de agosto de 1983     |
| Nueva Zelanda        | Viernes 18 de noviembre de 1983 |
| Países Bajos         | Jueves 7 de julio de 1983       |
| Perú                 | Jueves 15 de septiembre de 1983 |
| Portugal             | Viernes 28 de octubre de 1983   |
| Puerto Rico          | Jueves 7 de julio de 1983       |
| Reino Unido Irlanda  | Martes 7 de junio de 1983       |
| República Dominicana | Jueves 8 de septiembre de 1983  |
| Singapur             | Jueves 27 de octubre de 1983    |
| Sudáfrica            | Viernes 24 de junio de 1983     |
| Suecia               | Viernes 22 de julio de 1983     |
| Suiza                | Viernes 5 de agosto de 1983     |
| Tailandia            | Sábado 20 de agosto de 1983     |
| Taiwán               | Sábado 25 de junio de 1983      |
| Uruguay              | Jueves 6 de octubre de 1983     |
| Venezuela            | Miércoles 27 de julio de 1983   |

## Banda sonora
El tema principal es "All Time High", interpretado por Rita Coolidge y escrito por John Barry y Tim Rice. Octopussy tuvo como competencia a la película no oficial Nunca Digas Nunca Jamás. Para competir en forma contra esa cinta los productores tuvieron que recurrir a los elementos más característicos de la serie oficial y uno de ellos era su música.
Aunque Barry fue llamado para componer para Nunca Digas Nunca Jamás, tuvo que declinar debido a cuestiones de honor y legales para componer la música de Octopussy.
Su banda sonora es la que más veces contiene el tema de James Bond, está llena de temas exóticos para evocar el lujo de los paisajes de la India, también tiene varios temas de suspense y un motivo musical diseñado específicamente para las secuencias de acción.
El tema "All Time High" aparece tanto en forma instrumental como romántico.
- 1. All Time High - Rita Coolidge
- 2. Bond Look Alike
- 3. Miss Penelope — diálogo
- 4. 009 Gets the Knife and Gobinda Attacks
- 5. That's My Little Octopussy
- 6. Arrival at the Island of Octopussy
- 7. Introducing Mr Bond — diálogo
- 8. Bond at the Monsoon Palace
- 9. Bond Meets Octopussy
- 10. Poison Pen — diálogo
- 11. Yo Yo Fight and Death of Vijay
- 12. The Chase Bond Theme
- 13. The Palace Fight
- 14. All Time High - Rita Coolidge

## Anécdotas

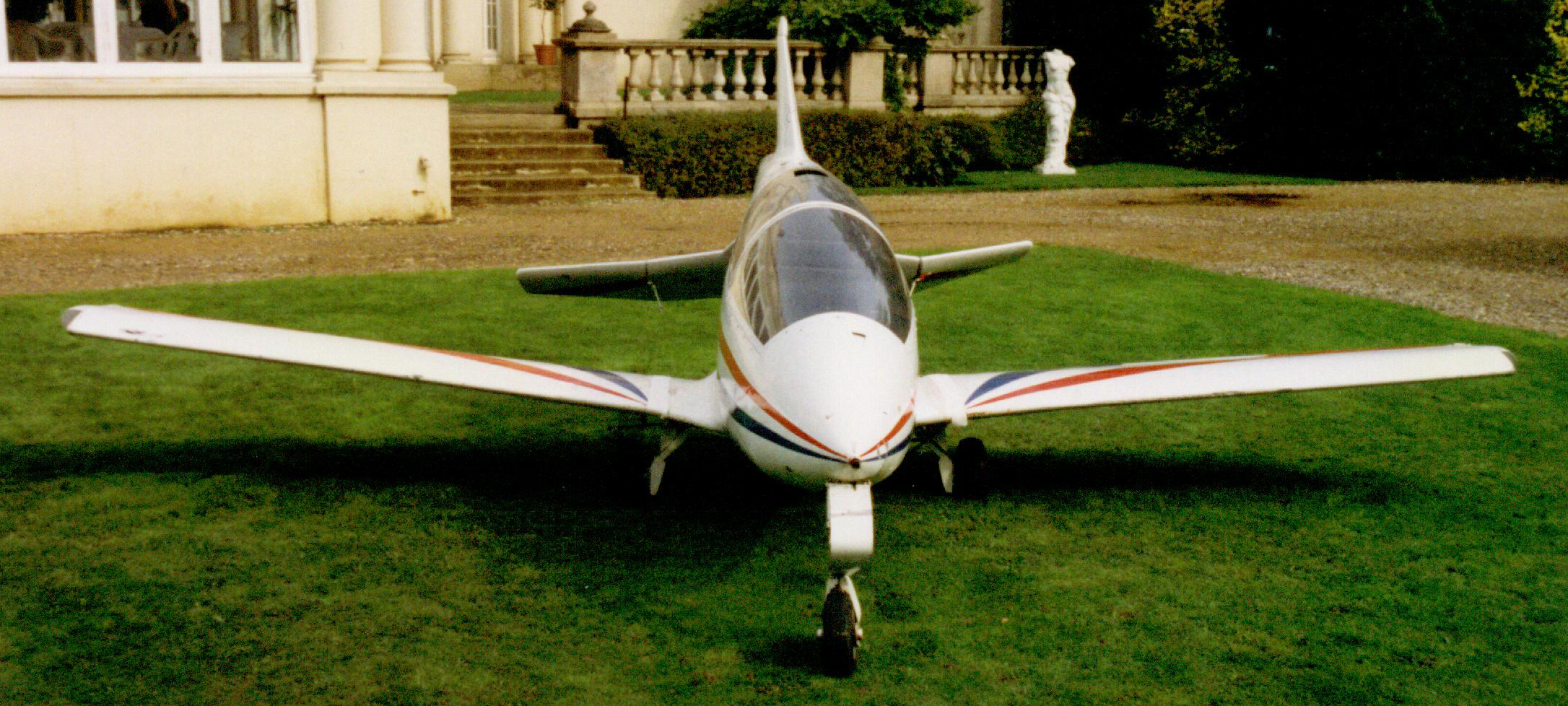
Acrostar, el pequeño avión con alas plegables que apareció en la secuencia previa al título de Octopussy

Las últimas escenas, donde Bond lucha con Gobinda en un avión en vuelo y rescata a Octopussy, muestran a Kamal Khan estrellándose con un Beechcraft C-45H Expeditor, la versión militar del Beechraft 18. El avión que fue destruido durante el rodaje fue similar, pero desafortunadamente el equipo de filmación olvidó encender las cámaras durante la escena de destrucción del avión, y así destruyeron una aeronave por nada. Luego insertaron un efecto de explosiones para salvar el error.